# Tubersent
Tubersent ist eine Gemeinde im französischen Département Pas-de-Calais in der Region Hauts-de-France. Sie gehört zum Kanton Étaples im Arrondissement Montreuil. Sie grenzt im Norden an Frencq, im Nordosten an Longvilliers, im Osten an Maresville, im Südosten an Bréxent-Énocq, im Süden an Saint-Josse und im Westen an Étaples.

## Sehenswürdigkeiten

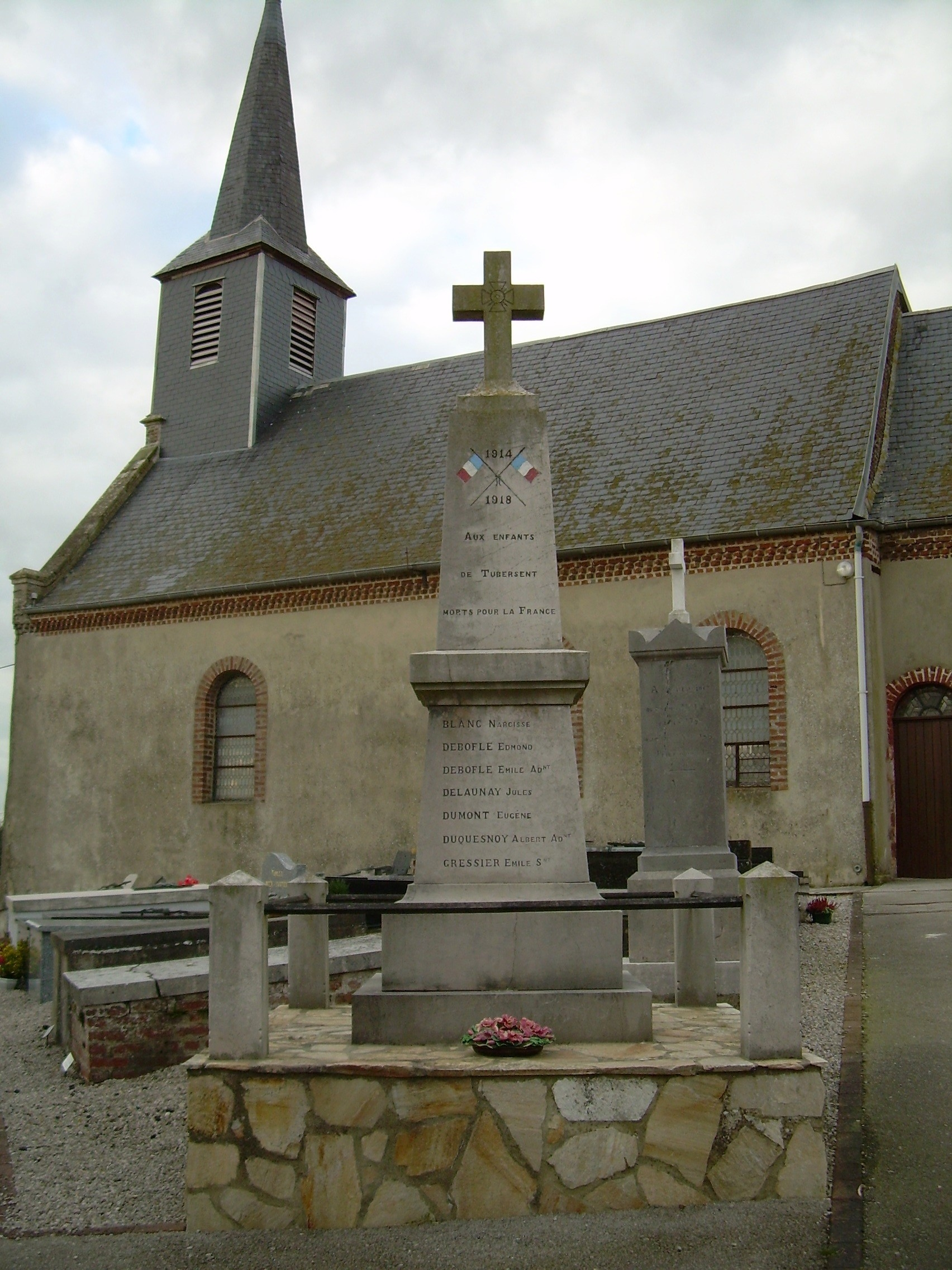
Kirche und Kriegerdenkmal

- Kirche Saint-Étienne
- Kriegerdenkmal

## Bevölkerungsentwicklung
| Jahr      | 1962 | 1968 | 1975 | 1982 | 1990 | 1999 | 2008 | 2014 |
| --------- | ---- | ---- | ---- | ---- | ---- | ---- | ---- | ---- |
| Einwohner | 327  | 318  | 287  | 351  | 448  | 472  | 520  | 493  |